# Kevin Müller (futbolista)
Kevin Müller (Rostock, Mecklemburgo-Pomerania Occidental, Alemania, 15 de marzo de 1991) es un futbolista alemán que se desempeña como guardameta en el 1. F. C. Heidenheim 1846 de la Bundesliga.

## Trayectoria
Realizó las divisiones juveniles en el Tuspo Bad Münder. En 1998, se sumó al Hansa Rostock, club de su ciudad natal. Integró las filas de los equipos sub-17 y sub-19. En la temporada 2009-10, se consagró campeón de la Bundesliga sub-19, en la que disputó un total de 27 partidos, con 14 vallas invictas y recibiendo 25 goles.
Su debut en el segundo equipo del Hansa Rostock se dio el 22 de agosto de 2010, en una victoria 2-0 ante Malchower por la 2.ª fecha de la NOFV-Oberliga Nord 2010-11. Apenas 55 días más tarde, el 16 de octubre de 2010, debutó como titular en el plantel profesional, en reemplazo de Jörg Hahnel, que debía ser tratado por una hernia de disco. Aquel día, Hansa Rostock venció 2-1 a Heidenheim 1846 como local, por la jornada 12 de la 3. Liga. Müller disputó 9 partidos aquella temporada, en la que el club terminó subcampeón y consiguió el ascenso a la 2. Bundesliga.
En la temporada 2011-12, con el club ya en la segunda categoría, se hizo con la titularidad desde la primera jornada. Los resultados no acompañaron al equipo: apenas dos victorias en las primeras 26 fechas. Para colmo, Müller sufrió una contusión que lo marginó prácticamente del resto del campeonato. Hansa Rostock regresó a la 3. Liga al final de la temporada. Posteriormente, a fines de septiembre de 2012, en un entrenamiento, Müller sufrió una lesión ligamentaria que lo dejó fuera de los terrenos por dos fechas.
En julio de 2013, se hizo efectivo su pase a Stuttgart. No llegó a tener minutos con el primer equipo, aunque fue suplente en tres encuentros de la Bundesliga 2013-14 y en un partido de la Copa de Alemania 2013-14. Sí fue titular ocasional en el equipo de reserva durante la misma temporada en la 3. Liga, llegando a jugar 15 partidos y concediendo 26 tantos.
Müller pasó a préstamo por un año a Energie Cottbus, que también jugaba en la tercera categoría, para afrontar el campeonato 2014-15. Disputó 41 encuentros con el cuadro lusatiano: 37 de ellos por liga, 1 por la Copa de Alemania, y los 3 restantes por la Copa del Estado de Brandeburgo, certamen que Energie Cottbus ganó.
Tras finalizar la cesión, Müller se desvinculó de Stuttgart y pasó a integrar las filas de Heidenheim 1846, de la 2. Bundesliga. En su primera temporada, ocupó el banquillo, siendo suplente de Jan Zimmermann. Con la venta de este último a Eintracht Fráncfort a mediados de 2016, Müller quedó como portero titular.
El 2 de diciembre de 2016, por la 15.ª fecha de la 2. Bundesliga ante Hannover 96, sufrió un corte en su cuello por el que debió ser atendido durante varios minutos, y que lo obligó a abandonar el terreno antes de la finalización del primer tiempo. La lesión no pasó a mayores y Müller volvió a jugar en la siguiente jornada.
En la temporada 2018-19, alcanzó los cuartos de final de la Copa de Alemania, instancia en la que el equipo cayó 5-4 en un drámatico encuentro ante Bayern Múnich.

## Estadísticas

### Clubes
| Hansa Rostock II · Alemania | 5.ª                 | 2010-11             | 4   | −2   | —  | —   | — | — | 4   | −2   |
| Hansa Rostock II · Alemania | 5.ª                 | 2011-12             | 1   | 0    | —  | —   | — | — | 1   | 0    |
| Hansa Rostock II · Alemania | Total               | Total               | 5   | −2   | 0  | 0   | 0 | 0 | 5   | −2   |
| Hansa Rostock · Alemania | 3.ª                 | 2010-11             | 9   | −11  | 0  | 0   | — | — | 9   | −11  |
| Hansa Rostock · Alemania | 2.ª                 | 2011-12             | 27  | −48  | 1  | −2  | — | — | 28  | −50  |
| Hansa Rostock · Alemania | 3.ª                 | 2012-13             | 28  | −39  | 1  | −3  | — | — | 29  | −42  |
| Hansa Rostock · Alemania | Total               | Total               | 64  | −98  | 2  | −5  | 0 | 0 | 66  | −103 |
| Stuttgart II · Alemania | 3.ª                 | 2013-14             | 15  | −26  | 0  | 0   | — | — | 15  | −26  |
| Stuttgart II · Alemania | Total               | Total               | 15  | −26  | 0  | 0   | 0 | 0 | 15  | −26  |
| Energie Cottbus(4) · Alemania | 3.ª                 | 2014-15             | 37  | −49  | 4  | −4  | — | — | 41  | −53  |
| Energie Cottbus(4) · Alemania | Total               | Total               | 37  | −49  | 4  | −4  | 0 | 0 | 41  | −53  |
| Heidenheim 1846 · Alemania | 2.ª                 | 2015-16             | 4   | −9   | 4  | −4  | — | — | 8   | −13  |
| Heidenheim 1846 · Alemania | 2.ª                 | 2016-17             | 34  | −36  | 2  | −2  | — | — | 36  | −38  |
| Heidenheim 1846 · Alemania | 2.ª                 | 2017-18             | 31  | −51  | 3  | −4  | — | — | 34  | −55  |
| Heidenheim 1846 · Alemania | 2.ª                 | 2018-19             | 33  | −45  | 4  | −8  | — | — | 37  | −53  |
| Heidenheim 1846 · Alemania | 2.ª                 | 2019-20             | 9   | −12  | 1  | 0   | — | — | 10  | −12  |
| Heidenheim 1846 · Alemania | Total               | Total               | 111 | −153 | 14 | −18 | 0 | 0 | 125 | −171 |
| Total en su carrera | Total en su carrera | Total en su carrera | 232 | −328 | 20 | −27 | 0 | 0 | 252 | −355 |
| (1) Incluye datos de la Copa de Alemania. (2) Incluye datos de la Liga de Campeones y la Liga Europa. (3) No incluye goles en partidos amistosos. (4) En la columna Copas nacionales, se incluyen datos de la Copa del Estado de Brandeburgo. |                     |                     |     |      |    |     |   |   |     |      |

## Palmarés

### Campeonatos juveniles
| Título            | Club          | País     | Año     |
| ----------------- | ------------- | -------- | ------- |
| Bundesliga sub-19 | Hansa Rostock | Alemania | 2009-10 |